# Kara-Balta-Stausee
Der Kara-Balta-Stausee ist ein Stausee in Kirgisistan. Er befindet sich im Oblus Tschüi am Unterlauf der Kara-Balta nördlich der Stadt Kara-Balta und südlich von Stepnoi im Rajon Dschajyl. Ein weiterer Ort in der Nähe ist das nordwestlich liegende Besch-Terek.
Das gesamte Stauseevolumen beträgt 4,3 Millionen m³, wovon 4,2 Millionen nutzbar sind. Die Oberfläche ist 0,46 km² groß. Der Damm ist 11,7 m hoch.

## Geschichte
Der Staudamm wurde von 1937 bis 1939 errichtet. Somit war der Stausee der erste seiner Art in Kirgisistan. Jedoch wurde er erst 1964 nutzbar gemacht.